# UNMIH II
De United Nations Mission in Haiti (UNMIH II) was een vredesoperatie van de VN in Haïti van 1993 tot 1995. De juridische basis voor de inzet was VN-resolutie 867. Nederlandse deelnemers kwamen in aanmerking voor de Herinneringsmedaille VN-Vredesoperaties.